# Joaquim da Cunha Freire Robalo Pignatelli da Gama
Joaquim da Cunha Freire Robalo Pignatelli da Gama Sotomaior (Guarda - ?) foi um político português.

## Biografia
Era filho de José da Cunha Freire e de sua mulher Maria Xavier da Cunha Robalo Pignatelli.
No ano lectivo de 1817-1818 encontrava-se matriculado na no 5.° ano do Curso de Leis da Faculdade de Leis da Universidade de Coimbra.
Foi eleito Deputado para a Legislatura de 1834-1836, pelo Círculo Eleitoral da Província da Beira Baixa, tendo prestado juramento apenas na Sessão Legislativa de 9 de Janeiro de 1836. Três dias mais tarde, foi escolhido para integrar a Comissão Parlamentar de Estatística mas, para além da acção aqui desenvolvida, não há registo de qualquer intervenção sua de significado político relevante ao longo dos escassos cinco meses que passou em São Bento.